# Catullus 2

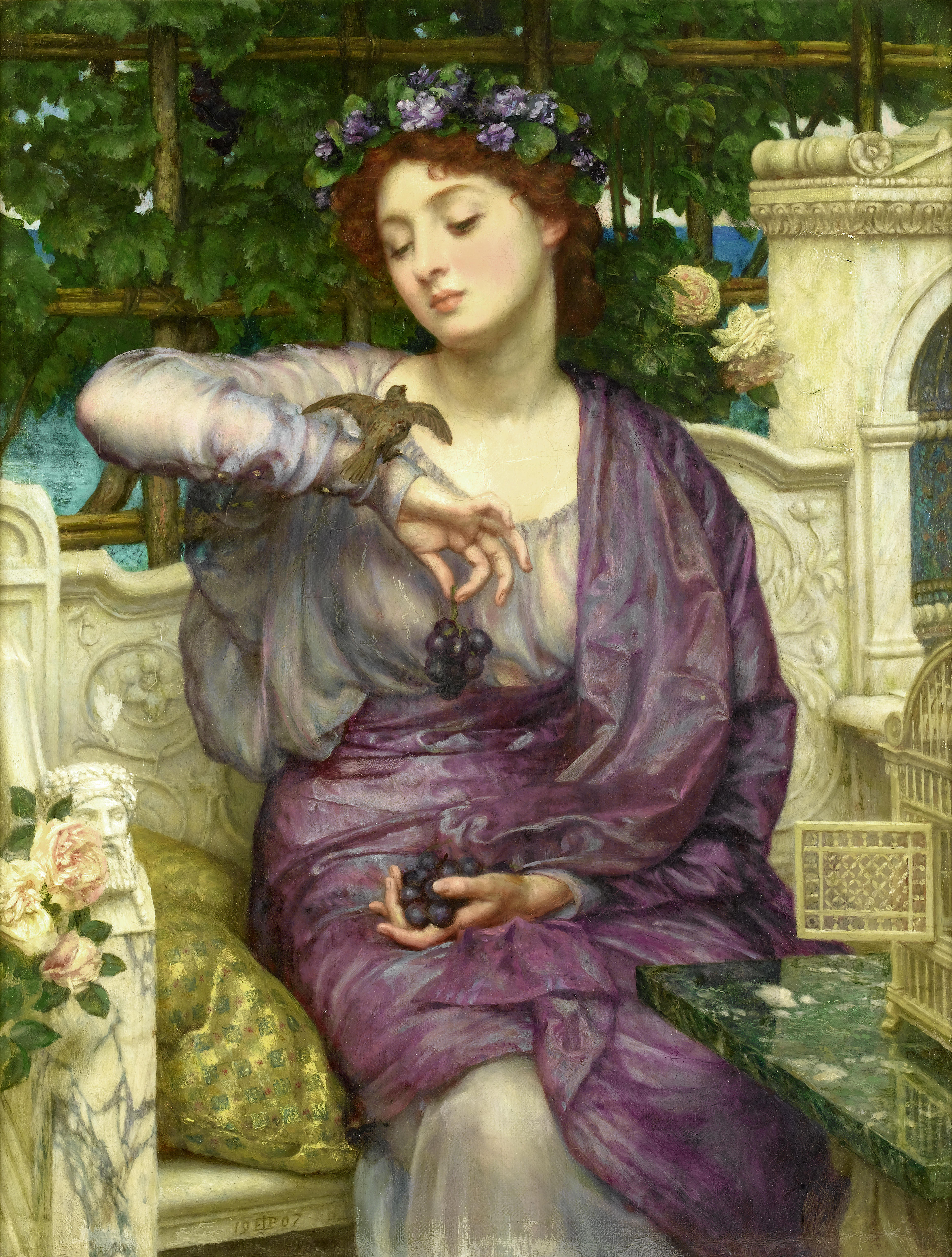
Lesbia y su gorrión. Por Edward Poynter.

Se llama Catullus 2 a un poema del poeta romano Cayo Valerio Catulo (87 a. C. – 54 a. C) que describe la relación afectuosa entre la amante de Catulo, Lesbia, y su gorrión mascota. La métrica de este poema es de versos endecasílabos, una forma común en la poesía de Catulo.
Este poema, junto con el resto de los poemas de Catulo, sobrevivió en un único manuscrito descubierto hacia el 1.300 en Verona, y del cual todavía se conservan tres copias. Los numerosos siglos de copiar de las copias, dejó a los estudiosos con dudas sobre varias palabras del poema, aunque se llegó a una versión de consenso.